# Système Kell
Pour les articles homonymes, voir Kell.
Le système Kell est un système de groupe sanguin, symbole KEL, no 006 dans la nomenclature internationale de l'ISBT, et OMIM : 110900.
Ce système est lié au polymorphisme d'une protéine transmembranaire de l'érythrocyte, protéine liée par un pont disulfure à une seconde protéine intramembranaire Kx (OMIM : 314850), indispensable à l'expression de KEL.
De nombreux sites antigéniques (épitopes) sont portés par cette protéine, certains étant antithétiques, c'est-à-dire que dans un couple ( Kell et Cellano) ou un trio (Kpa, Kpb et Kpc) d'antigènes, un seul d'entre eux est présent sur la protéine. De telle sorte que les divers antigènes portés par une même protéine sont transmis ensemble selon les lois de Mendel comme un haplotype.

## Génétique
Les phénotypes Kell suivent les lois de la génétique mendélienne autosomale. Le gène Kell 110900 situé en 7q34 est lié génétiquement au gène de la reconnaissance de la phénylthiocarbamide (PTC) 171200 également en 7q34. Selon divers auteurs, cette liaison va de 4,5 à 28 centimorgans, le regroupement des études donnant une estimation à 14 centimorgans.

### Génétique moléculaire
Le gène Kel, situé en 7q32-36, s'étend sur 37 kb d'ADN et comprend 19 exons allant de 63 bp à 298 bp. La totalité de la partie transmembranaire est codée par l'exon 3, la région correspondant aux métalloprotéases dépendantes du zinc est conservée dans l'exon 16.

### Fréquences géniques
Les divers épitopes portés par une protéine Kell étant indissociables, nous devons considérer la fréquence des divers épitopes  dans une population comme une fréquence d'haplotypes, et non les fréquences de chacun considérées séparément.  Ces fréquences haplotypiques permettent de retrouver facilement les fréquences phénotypiques, selon le principe de Hardy-Weinberg visualisé par l'échiquier de Punnett, dans les populations concernées.
| Fréquences haplotypiques du système Kell | Fréquences haplotypiques du système Kell | Fréquences haplotypiques du système Kell | Fréquences haplotypiques du système Kell | Fréquences haplotypiques du système Kell |
| Haplotype                                | Angleterre                               | France                                   | E.U.                                     | Japon                                    |
| ---------------------------------------- | ---------------------------------------- | ---------------------------------------- | ---------------------------------------- | ---------------------------------------- |
| k Kpb Jsb Ul K11 - KEL 2,4,7,-10,11      | 0,929                                    |                                          | 0,910                                    | 0,989                                    |
| K Kpb Jsb Ul K11 - KEL 1,4,7,-10,11      | 0,046                                    |                                          | 0,007                                    | très rare                                |
| k Kpa Jsb Ul K11 - KEL 2,3,7,-10,11      | 0,012                                    |                                          | Inconnu                                  | Inconnu                                  |
| k Kpc Jsb Ul K11 - KEL 2,21,7,-10,11     | très rare                                |                                          | Inconnu                                  | 0,001                                    |
| k Kpb Jsa Ul K11 - KEL 2,4,6,-10,11      | très rare                                |                                          | 0,083                                    | Inconnu                                  |
| k Kpb Jsb Ula K11 - KEL 2,4,7,10,11      | très rare                                |                                          | Inconnu                                  | 0,002                                    |
| k Kpb Jsb Ul Wka - KEL 2,4,7,-10,17      | 0,006                                    |                                          | Inconnu                                  | Inconnu                                  |
| K0 - KEL 0                               | 0,007                                    |                                          | très rare                                | 0,008                                    |

### Protéine Kell[2]
La protéine Kell comporte deux domaines globulaires extra cellulaires. Le domaine juxta-membranaire comporte le site enzymatique, peu variable, le domaine éloigné de la membrane porte la plupart des sites antigéniques Le domaine conservé comprend une séquence His-Glu-Leu-Leu-His caractéristique des endopeptidases zinc dépendantes.
Protéine ayant plusieurs sites de N-glycosylation, phosphorylée, de PM total de 93000 daltons dont 15000 daltons de N-glycosylation. Un seul passage intra-membranaire . L'analyse ADN prévoit une protéine de 732 AA. La partie N-terminale hydrophile, intracytoplasmique comporte 47 AA, ou 28 AA si la met20 est le point d'initiation de la synthèse. La partie C-terminale comprend 665 AA, dont 15 cystéines suggérant 7 ponts disulfures intrachaîne, et les six sites possibles de N-glycosylation, en 94, 115, 191, 345, 627 et 724, ce dernier site, asn724 ne l'étant probablement pas, bloqué qu'il serait pas la proline en 725. La cystéine 72 relie la protéine Kell à la protéine Kx, cys347, par un pont disulfure .
La protéine Kell trouvée sur la lignée érythrocytaire a également été détectée par immunohistochimie dans les cellules de Sertoli du testicule et dans les tissus lymphoïdes comme la rate et les amygdales, spécifiquement localisées dans les cellules dendritiques folliculaires. Dans de nombreuses autres cellules, on retrouve un RNA messenger qui code la protéine Kell.

## Antigènes du système Kell
Deux de ces antigènes, Kell (K, KEL:1) et Cellano (k, Kel:2), liés à la mutation Met193Thr, ont une grande importance clinique, transfusionnelle et obstétricale.
Le premier, Kell, KEL:1, présent dans la population française chez 9 % des individus, est très immunogène, moins cependant que l'antigène RH:1, et entraîne les mêmes complications chez la personne immunisée : problèmes d'incompatibilité transfusionnelle, et maladie hémolytique du nouveau-né, qui peut être aussi grave que la MHNN Rhésus, tant pour le fœtus, nécessitant parfois des transfusions in utero, que chez le nouveau-né. Maladie d'autant plus grave et trompeuse que l'atteint fœtale n'est pas bien corrélée avec le titrage de l'anticorps. D'autre part, l'antigène Kell est présent très tôt sur les érythroblastes, et même plus tôt, sur les progéniteurs tant des granulocytes-monocytes que des mégacaryocytes, si bien qu'une thrombopénie a pu être constatée dans trois de ces cas, mais n'est plus trouvé sur les produits finaux. Les cellules qui devraient devenir des érythoblastes n'arrivent donc pas à maturité, ce qui entraîne bien sûr une anémie arégénérative, mais n'entraîne pas l'ictère que l'on pourrait attendre chez le nouveau-né comme dans le cas d'une incompatibilité RH.
Le second, Cellano, KEL:2, est très fréquent, chez 99,6 % des Français. Mais les personnes Cellano négatif (KEL:1,-2) immunisées causent un important problème transfusionnel, car, possédant un anticorps anti-Cellano, anti-K:2, catalogué comme anticorps anti-public, ne sont transfusables que par le sang des rares donneurs compatibles, 4 donneurs sur 1000, uniquement dans ce système, sans parler des compatibilités ABO et RH qui doivent également être respectées. Il est donc utile chez ces personnes de prévoir, autant que possible,  un protocole de transfusion autologue différée (TAD), ou de convoquer des donneurs dans la quinzaine précédant les besoins, ou de faire appel à la Banque Nationale de Sangs de Phénotype Rare (BNSPR), en cas de besoin avéré, hors urgence bien sûr, plusieurs heures étant nécessaires pour la mise à disposition -temps de décongélation et de transports, en départ de région parisienne, qui plus est. En cas d'urgence, accident imprévisible par exemple, reste le choix entre l'absence de transfusion malgré un syndrome hémorragique évident et le risque (les transfusions incompatibles n'ayant pas toutes des conséquences graves) du choc transfusionnel, de la CIVD ou de l'insuffisance rénale.
Ces personnes sont donc référencées auprès du Centre National de Référence des Groupes Sanguins (CNRGS), il leur est remis une carte de groupe sanguin signalant leur phénotype rare, et il leur est demandé parfois, si leur état de santé le permet, bien sûr, de faire un don de sang (selon  leurs  groupes ABO et RH) destiné à être conservé congelé pour mise à disposition ultérieure en cas de besoin.

## Anticorps du système Kell
Trente anticorps dans le système Kell sont répertoriés par l'ISBT en 2012. L'anti-Kell (K1), est souvent immun et dangereux, en règle actif en TIA. Il peut être exceptionnellement naturel, en particulier à la suite d'une infection (colibacille en particulier). L'anti Cellano est immun, et heureusement très rare. Un anticorps naturel, anti-Kpa (KEL3), est fréquent, souvent naturel, peu dangereux, donnant des réactions transfusionnelles faibles et retardées, de rares maladies hémolytiques du nouveau-né ont été décrites.

## Phénotype MacLeod
Protéine Kell non exprimée chez le sujet de phénotype McLeod dont le gène XK, situé en Xp21.1, est génétiquement lié de façon étroite aux gènes de la rétinite pigmentaire (RP), de la granulomatose chronique (CGD) et de la myopathie de Duchenne (DMD), selon la séquence Xpter-DMD-XK-CGD-RP-Xcent. Une délétion à cet endroit expliquant la possible survenue de ces affections chez les sujets de phénotype McLeod, qui présentent par ailleurs une acanthocytose importante et une anémie hémolytique souvent bien compensée.